# Мальте Міхаель Фабер

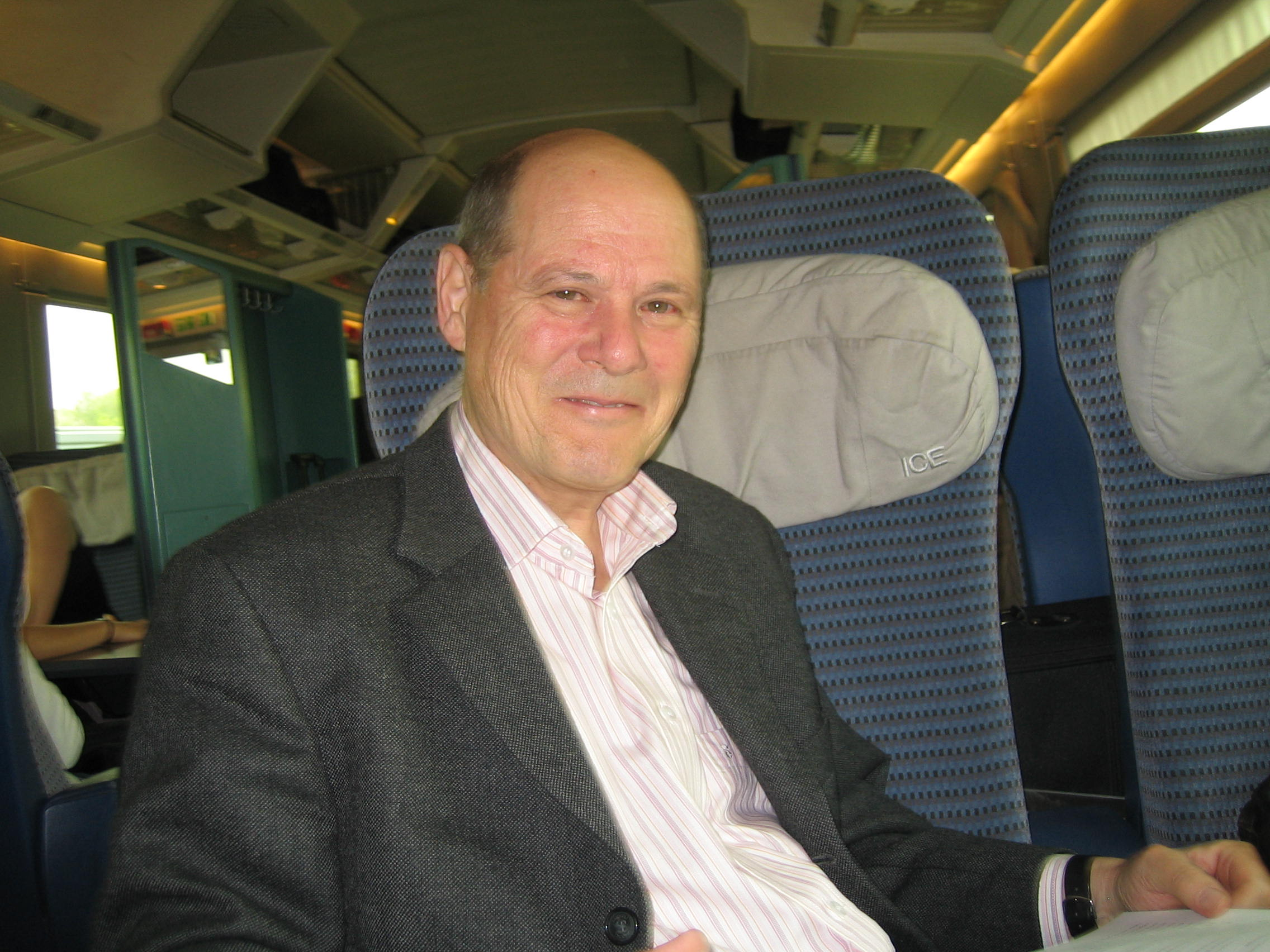
Мальте Faber у поїзді Deutsche Bahn ICE

Мальте Міхаель Фабер (народився 29 листопада 1938 року в Дюссельдорфі) — німецький економіст і почесний професор економіки Гейдельберзького університету. Економіст Австрійської школи.

## Творчий життєпис
З 1959 по 1964 рік Мальте Фабер вивчав економіку, математику та статистику у Вільному університеті Берліна та в Університеті Міннесоти (США). З 1964 по 1969 рік він був науковим співробітником Берлінського технічного університету на кафедрі статистики та бізнес-математики, де отримав ступінь доктора статистики та дослідження операцій . rer. полюс. здобув докторський ступінь. З 1969 по 1973 рік працював науковим співробітником на кафедрі економіки Берлінського ТУ. Там у 1973 році отримав диплом економіста. У 1974 році Мальте Фаберу запропонували кафедру економічної теорії в Інституті Альфреда Вебера при Гейдельберзькому університеті. З 1 квітня 2004 року є професором-емеритом. Публікації Фабера, дослідницькі документи та листування тощо зберігаються в Архіві соціальної демократії Фонду Фрідріха Еберта з 2005 року. З 2007 року він консультує державні установи Китаю з питань екологічної політики та політичної економії від імені Товариства міжнародного співробітництва (GIZ).

## Діяльність
- 1982—1983 Радник Федерального міністерства внутрішніх справ з питань охорони навколишнього середовища
- 1985—2005 Член опікунської ради Дослідницького центру протестантської студентської спільноти, Інститут міждисциплінарних досліджень протестантської церкви (FEST)
- 1985—1987 Член Державної робочої групи з питань відходів (LAGA)
- 1988 Радник Державного міністерства навколишнього середовища Баден-Вюртемберга
- 1991—1993 Декан економічного факультету Гейдельберзького університету
- 1997—2004 Член Ради директорів Міждисциплінарного інституту економіки довкілля Гейдельберзького університету
- 2003—2004 Керуючий директор Міждисциплінарного інституту економіки довкілля Гейдельберзького університету
- 2004—2011 Член опікунської ради премії Карла Ясперса.
- 2006—2013 Член науково-консультативної ради дослідницької програми «Економіка для сталого розвитку» Федерального міністерства освіти та досліджень
- З 2007 року радник GiZ (Gesellschaft für internationale Zusammenarbeit) для центральних та місцевих органів влади Китаю з питань екологічних та сировинних проблем, а також політико-економічного контексту

## Дослідження
До кінця 1970-х років Фабер займався неоавстрійською теорією капіталу та теорією міжчасової загальної рівноваги. Виникнення екологічної кризи спонукало його зосередитися на екологічних економічних проблемах та філософських засадах економіки. Він дотримується міждисциплінарного дослідницького підходу, який поєднує економічну теорію з концепціями природничих і гуманітарних наук. Міждисциплінарна дослідницька група під керівництвом Мальте Фабера, яку іноді називають Гейдельберзькою школою екологічної економіки (нім. Heidelberger Schule der Ökologischen Ökonomie), з 1983 року розробила численні нові концепції та підходи до економічних, етичних, епістемологічних, політичних та методологічних питань в екологічних дослідженнях. На особливу увагу заслуговують концепції спільного виробництва з термодинамічної точки зору, незнання, відповідальності, справедливості та homo politicus, а також теорія запасів і теорія фондів.

## Книги
- Karl Marx und die Philosophie der Wirtschaft. Alber Verlag, Freiburg 2013, 3. Auflage 2015 (gemeinsam mit Thomas Petersen). ISBN 978-3495489833
- Philosophical Basics of Ecology and Economy. Routledge, Studies in Ecological Economics, London and New York 2010 (mit Reiner Manstetten) (übersetzt von Dale Adams vom deutschen Original Mensch, Natur, Wissen. Grundlagen der Umweltbildung). ISBN 978-0415516907
- Was ist Wirtschaft? Von der Politischen Ökonomie zur Ökologischen Ökonomie. Alber Verlag, Freiburg 2007, 2. Auflage 2014 (mit Reiner Manstetten). ISBN 978-3495482148
- Joint Production and Responsibility in Ecological Economics. On the Foundations of Environmental Policy. Edward Elgar, Cheltenham 2006 (mit Stefan Baumgärtner und Johannes Schiller). ISBN 978-1840648720
- Mensch-Natur-Wissen — Grundlagen der Umweltbildung. Vandenhoeck & Ruprecht, Göttingen 2003, ISBN 3-525-30141-3 (gemeinsam mit Reiner Manstetten). ISBN 978-3525301418
- Capital and Time in Ecological Economics. A Neo-Austrian Modelling. Edward Elgar Publishers, Cheltenham (UK) und Northampton (USA) 1999 (mit John Proops und Stefan Speck unter Mitarbeit von Frank Jöst). ISBN 978-1858986449
- Horizonte ökonomischen Denkens, herausgegeben von Malte Faber, Brigitte Falkenburg und Reiner Manstetten, Meiner, Hamburg, 1999, Dialektik enzyklopädische Zeitschrift für Philosophie und Wissenschaften.
- Ecological Economics. Edward Elgar Publishers, Cheltenham (UK) und Northampton (USA) 1998 (mit Reiner Manstetten und John Proops), 3. Auflage. ISBN 978-1597266819
- Evolution, Time, Production and the Environment. Springer-Verlag, Berlin, New York, Heidelberg u. a., 3rd, revised and enlarged edition 1998 (mit John R. L. Proops und Reiner Manstetten, Heidelberg). ISBN 978-3662025895
- Entropy, Environment and Resources. Springer Verlag, Berlin u. a. 2. Auflage 1995 (mit Horst Niemes und Gunter Stephan) (übersetzt von der ersten Auflage ins Chinesische 1990). ISBN 978-3642578328
- Reducing CO2 Emissions. A comperative Input-Output Study for Germany and UK. Springer Verlag, Berlin, Heidelberg, New York, London, Paris, Tokyo, Hong Kong, Barcelona, Budapest, 1993 (mit John R. L. Proops und Gerhard Wagenhals). ISBN 978-3-642-77792-9 doi:10.1007/978-3-642-77792-9
- Umdenken in der Abfallwirtschaft. Springer Verlag, Berlin u. a. 2. Auflage 1989 (mit Gunter Stephan und Peter Michaelis). ISBN 978-3-642-93449-0 doi:10.1007/978-3-642-93449-0
- Studies in Austrian Capital Theory, Investment in Time, herausgegeben von Malte Faber, Springer Verlag, Berlin, Heidelberg, New York, London, Paris, Tokyo, 1986. ISBN 978-3-642-51701-3 doi:10.1007/978-3-642-51701-3
- Entropie, Umweltschutz und Rohstoffverbrauch. Eine naturwissenschaftlich-ökonomische Untersuchung. Springer Verlag, Berlin, Heidelberg, New York, Tokio 1983 (mit Horst Niemes und Gunter Stephan). ISBN 978-3-642-95431-3 doi:10.1007/978-3-642-95431-3
- Umweltschutz und Input-Output-Analyse. Mit zwei Fallstudien aus der Wassergütewirtschaft. J.C.B. Mohr (Paul Siebeck), Tübingen, 1983 (mit Horst Niemes und Gunter Stephan)
- Introduction to Modern Austrian Capital Theory. Springer Verlag, Berlin u. a. 1979.
- Stochastisches Programmieren. Physica-Verlag, Würzburg, Wien 1970. ISBN 978-3790800029
- Nachhaltiges Handeln in Wirtschaft und Gesellschaft: Orientierung für den Wandel Springer Berlin Heidelberg, Berlin, Heidelberg, 2023 (mit Reiner Manstetten, Marco Rudolf, Marc Frick und Mi-Yong Becker) ISBN 978-3-662-67888-6 doi:10.1007/978-3-662-67889-3

## Вибрані есеї, дискусійні статті та газетні публікації
- Karl Marx und die gegenwärtige Finanzkrise. Blogbeitrag in Fazit-Das Wirtschaftsblog am 7. Oktober 2013 (mit Thomas Petersen).
- Endangering the natural basis of life is unjust. On the status and future of the sustainability discourse. Department of Economics University of Heidelberg Discussion Paper No. 527, June 2012 (mit Christian Becker, Dieter Ewringmann, Thomas Petersen, Angelika Zahrnt).
- Schluss mit der Harmonie! Die Zeit am 26. Januar 2012: 27 (mit Dieter Ewringmann, Thomas Petersen und Angelika Zahrnt).
- The Environmental Aspect of ‘Making People rich as a top Priority’ in China: A Marxian perspective. Department of Economics University of Heidelberg Discussion Paper No. 526, 2012 (mit Thomas Petersen).
- Kausalität in den Wirtschaftswissenschaften: Welche Ursachen hat die Finanzkrise? Department of Economics University of Heidelberg Discussion Paper No. 488, 2009 (mit Peter Bernholz und Thomas Petersen).
- Keine Patentrezepte gegen Finanzkrisen. Neue Zürcher Zeitung am 17. Oktober 2009:15 (mit Peter Bernholz und Thomas Petersen).
- How to be an Ecological Economist. Ecological Economics 66: 1-7, 2008.
- Gerechtigkeit und Marktwirtschaft — Das Problem der Arbeitslosigkeit. Perspektiven der Wirtschaftspolitik 9(4): 405—423, 2008 (mit Thomas Petersen).
- Wirtschaft — Politik — Religion. Über die Grenzen der Wirtschaftswissenschaften. Glaube und Lernen. Theologie interdisziplinär und praktisch 21(1): 44-57, 2006 (mit Reiner Manstetten und Thomas Petersen).
- Relative and absolute scarcity of nature. Assessing the roles of economics and ecology for biodiversity conservation. Ecological Economics 59(4): 487—498, 2006 (mit Stefan Baumgärtner, Christian Becker und Reiner Manstetten).
- Begrenzen Chinas Wasserressourcen seine wirtschaftliche Entwicklung? Department of Economics University of Heidelberg Discussion Paper No. 433, Dezember 2006 (mit Frank Jöst, Horst Niemes und Kurt Roth).
- On the foundation of a general theory of stocks. Ecological Economics 55(2):155-172, 2005 (mit Karin Frank, Bernd Klauer, Reiner Manstetten, Johannes Schiller, Christian Wissel).
- Verantwortung und das Problem der Kuppelproduktion. Reflexionen über die Grundlagen der Umweltpolitik. Zeitschrift für Politikwissenschaft 15(1): 35-59, 2005 (mit Thomas Petersen).
- Zurück zu Aristoteles? Wirtschaft und Philosophie. Perspektiven der Wirtschaftspolitik 5(2): 159—168, 2004 (mit Reiner Manstetten).
- Homo oeconomicus and Homo politicus in Ecological Economics. Ecological Economics 40:323-333, 2002 (mit Thomas Petersen and Johannes Schiller).
- The concept of joint production and ecological economics, Ecological Economics 36, 2001, 365—372, (mit Stefan Baumgärtner, Harald Dyckhoff, John Proops, Johannes Schiller).
- On the conceptual foundations of ecological economics: a teleological approach. Ecological Economics 12: 41-54, 1995 (mit Reiner Manstetten, John Proops).
- The dilemma of modern man and nature: an exploration of the Faustian imperative. Ecological Economics 2:197-223, 1990 (mit Reiner Manstetten, Hans Christoph Binswanger).

## Публікації в блогах
З вересня 2012 року Мальте Фабер є активним автором блогу Conclusion — бізнес-блогу Frankfurter Allgemeine Zeitung. Там з'явилися такі статті:
- September 2012: Zur Begründung der Staatsverschuldung durch Carl Christian von Weizsäcker: Eine Replik von Malte Faber
- Oktober 2013: Karl Marx und die gegenwärtige Finanzkrise
- Juli 2014: Kauft sich der Kapitalismus Zeit? Anmerkungen zu einem Buch von Wolfgang Streeck
- August 2015: Der Einfluss der Zentralbanken auf die drei Funktionen des Zinssatzes

## Дзен-медитація
У 1982 році Мальте Фабер став учнем дзен у Вілліґіса Єґера, ЧСВВ (абатство Мюнстершварцах). У 1993 році він отримав дозвіл на викладання, і з 1998 року проводить курси дзен разом із сестрою Людвіґес Фабіан, ЧСВВ, у Домі тиші в Захранґау (Кьомґау). З 2003 року разом з Райнером Манштеттеном читає лекції для студентів усіх факультетів Гейдельберзького університету на теми «Медитація сьогодні», «Містика як життєва практика: дзен-медитація і християнське споглядання», «Дзен-буддизм і християнське споглядання», а також веде медитаційну групу в протестантській студентській спільноті при Гейдельберзькому університеті.
siehe hierzu auch der Artikel
- Schweben im Hörsaal, Zeit Online am 30. August 2007.

Власні твори:
- Unwissen und intellektuelle Redlichkeit als Thema einer Rede in 1. Person. In: Klaus Jacobi (Hrsg.), 2012: Mystik Religion und intellektuelle Redlichkeit. Nachdenken über Thesen Ernst Tugendhats. Alber, Freiburg/München.
- Es ist so — oder doch anders? Unser eigentliches Leben: Mystischer Weg, Wissenschaft und Religion (1): 197 f., Christ in der Gegenwart, 56. Jahrgang 2004 (mit R. Manstetten).
- Quelle und Ordnung: Unser eigentliches Leben: Mystischer Weg, Wissenschaft und Religion (2): 205 f., Christ in der Gegenwart, 56. Jahrgang 2004 (mit R. Manstetten).